# نابینسکیما

نابینسکیما شهری در شهرستان دولوگو در استان بازگا در بورکینافاسوی مرکزی است و جمعیت آن ۸۴۵ نفر است.